# Deremezna
Deremezna (ukr. Деремезна) – wieś na Ukrainie, w obwodzie kijowskim, w rejonie obuchowskim, w hromadzie Obuchów. W 2001 liczyła 433 mieszkańców, spośród których 420 wskazało jako ojczysty język ukraiński, 12 rosyjski, a 1 białoruski.

## Urodzeni
- Kost Macijewycz